# Syzeuctus bicolor
Syzeuctus bicolor là một loài tò vò trong họ Ichneumonidae.